# Cerapachys splendens
Cerapachys splendens är en myrart som beskrevs av Borgmeier 1957. Cerapachys splendens ingår i släktet Cerapachys och familjen myror. Inga underarter finns listade i Catalogue of Life.

## Bildgalleri

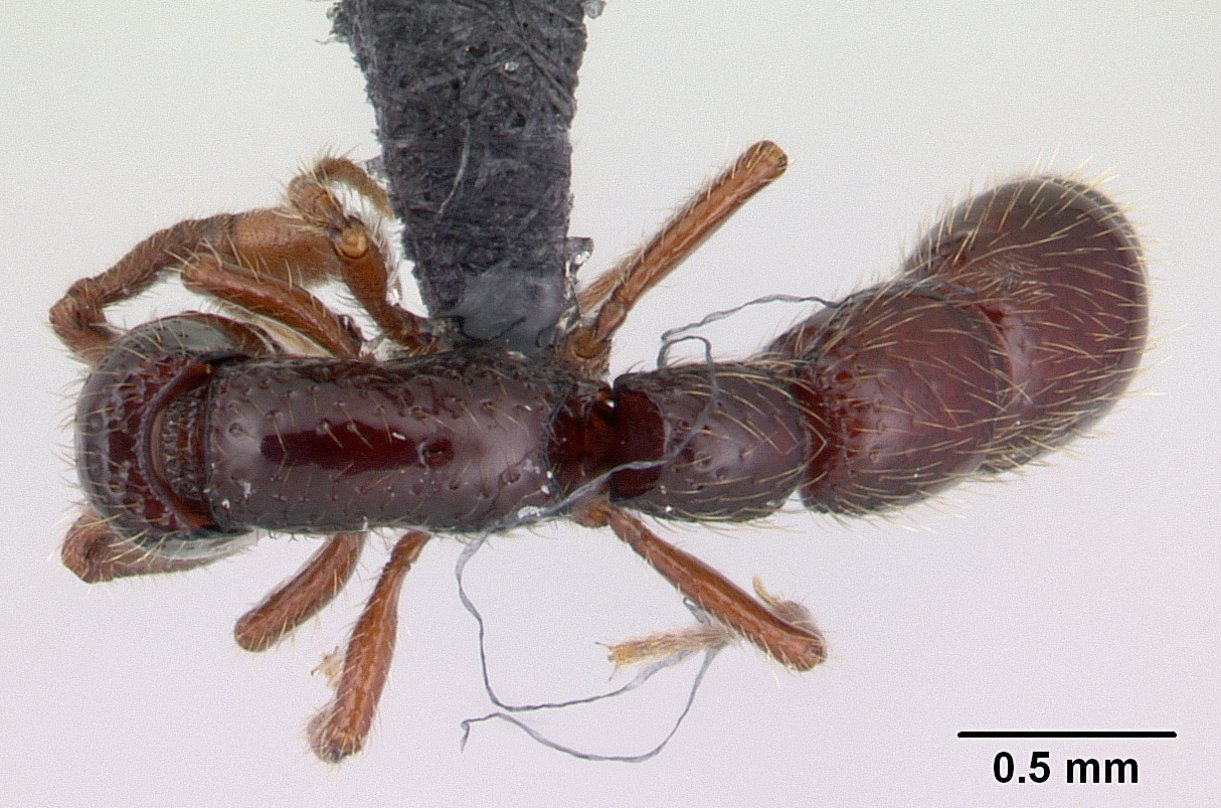
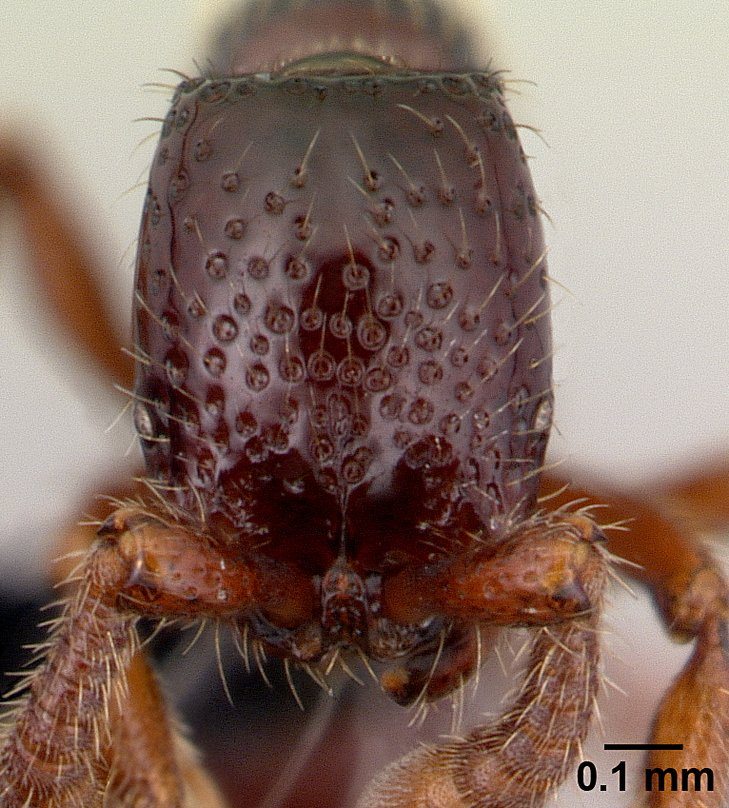
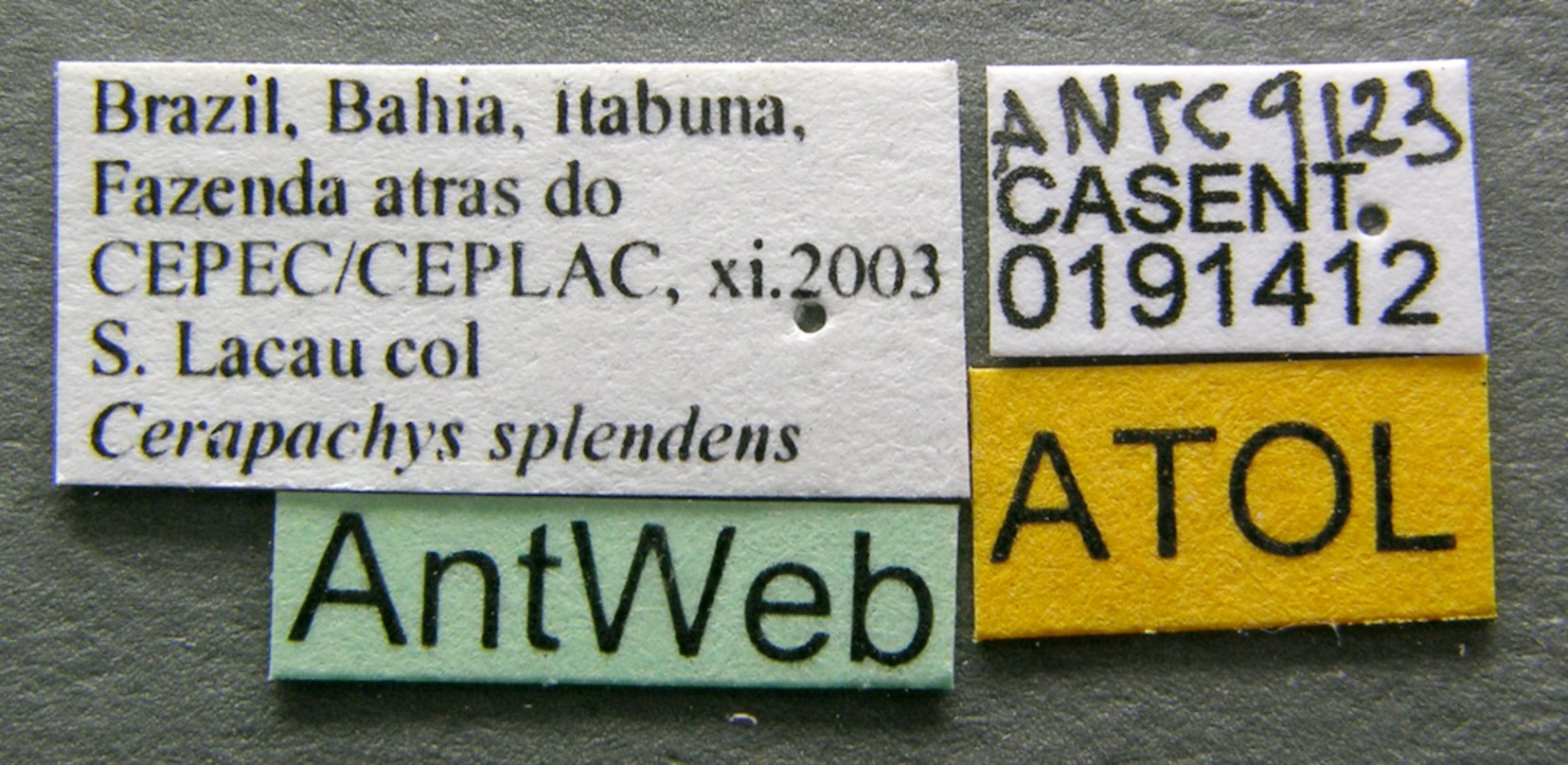
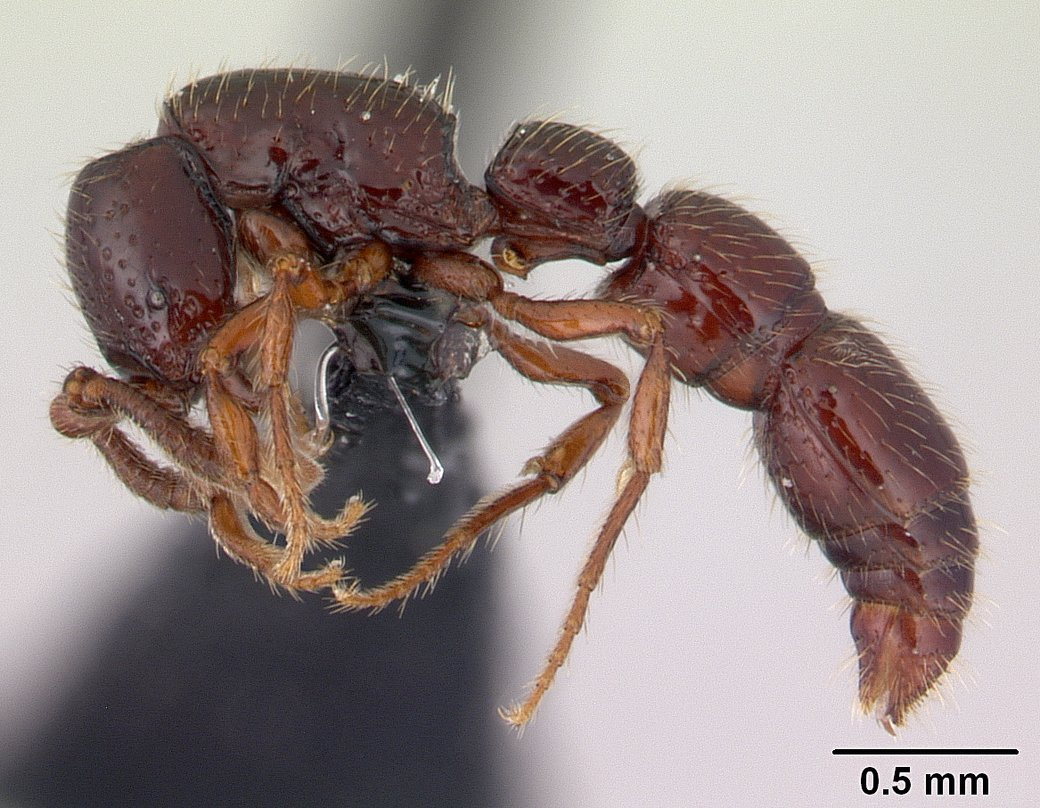